# Epirhyssa melitos
Epirhyssa melitos là một loài tò vò trong họ Ichneumonidae.